# 1950年香港
|        | 香港歷史 \| 香港歷史年表                                                                                                   |
| 世紀： | 19世紀香港 \| 20世紀香港 \| 21世紀香港                                                                                     |
| 年代： | 1920年代香港 \| 1930年代香港 \| 1940年代香港 \| 1950年代香港 \| 1960年代香港 \| 1970年代香港 \| 1980年代香港               |
| 年份： | 1946年香港 \| 1947年香港 \| 1948年香港 \| 1949年香港 \| 1950年香港 \| 1951年香港 \| 1952年香港 \| 1953年香港 \| 1954年香港 |
| 紀年： | 庚寅年（虎年）、香港開埠109周年、香港重光5周年                                                                             |

## 大事記
- 1月9日，匪黨械劫中環皇后大道中15號公主行地下大通銀行掠去四十餘萬元[1]。
- 1月11日，九龍城木屋區大火，燬屋4,000間，27人受傷，15,000人喪失家園。[2]
- 1月，巴士及電車爆發工潮，電車工潮持續至2月。
- 2月26日，600名英軍抵港換防。
- 2月28日，國民黨戰機空襲深圳，駐港英軍加緊邊界佈防。
- 3月2日，中、英建交談判開始。
- 3月17日，港督葛量洪在石崗閱兵，5,000人出席。
- 3月25日，巨型軍車在葵涌失事墜田，5死7傷。
- 4月2日，7架停泊在啟德機場的飛機遭炸毀。
- 4月4日，當局實施3級制水，5月15日撤銷。
- 4月23日，駐港英軍近千人啟赴新加坡，聲援馬來亞大軍圍剿共軍游擊隊。
- 4月28日，港府在邊境修築鐵絲網，並頒佈《人民入境（補充）條例》。
- 4月30日，6小時內發生3宗炸彈案，5人受傷。
- 5月1日，港府宣佈須持有效証件方能進入本港，近萬人在深圳被拒入境。
- 5月2日，星島日報報社門前遭手榴彈襲擊，途人1死9傷。
- 5月6日：
  - 九龍華商會建議開發大嶼山。
  - 青年商會成立。
- 5月9日，聯合國地區經濟委員會會議在香港召開。
- 5月10日，葛量洪巡視新界兵營，並主持九龍坑新路通車禮。
- 5月11日，5名賊人在文咸西街搶去途人巨款人十萬餘元[3]。
- 5月13日，港府設立建屋委員會。
- 5月15日，香港警方規定，即日起從內地來港需先向移民局申請許可證。
- 5月19日：
  - 元朗合益路一間雜貨店發生大火，焚斃12人。[4][5]
  - 軍車與巴士在銅鑼灣相撞，2死6傷。
- 5月25日：
  - 港督訪問澳門。
  - 立法局通過批准地方稅率提高25%的法案。
- 5月29日，巴士車長罷工。
- 5月31日，葛量洪在跑馬地檢閱華籍軍隊。
- 6月6日，從廈門駛往香港的祥興輪，在駛至金門附近嵩嶼海面時遭國民黨艦艇炮擊，8死7傷。[6]
- 6月19日，美國第7艦隊訪港。
- 8月20日，荃灣梨木樹村發生謀殺案。[7]
- 8月22日，前國民政府實業部長吳鼎昌病逝香港。
- 9月1日，荃灣警匪槍戰，2警官殉職，1名疑匪被擊斃。
- 9月17日，屯門新墟新圍仔警員圍捕賊匪時爆發槍戰，匪徒開槍拒捕，一名警員殉職，匪徒一死一傷一就擒一逃走。[8]
- 10月5日，颱風奧西亞迫近本港，香港天文台懸掛九號風球[9]，10月6日風雨過後跑馬地春勝街山泥傾瀉致7屍8命[10]。
- 10月6日，港府宣佈擴建啟德機場。
- 10月8日，凌晨一時，一名賊人在落馬洲警署附近搶去華警警槍[11]。。
- 10月11日，立法局通過緊急法令，自10月22日起非法持有炸彈或使用武器者一律判處死刑。
- 10月16日，香港首間麻風病收容所啟用。
- 10月25日，大東電報局開辦無線電傳真服務。
- 10月27日，香港與檀香山之長途電話服務開通。
- 10月28日，當局設夜校收容失學兒童。
- 11月4日：
  - 民航處處長摩士稱啟德機場是全球第3繁忙的航空站。
  - 當局成立輔助消防隊。
- 11月15日，第一艘懸掛五星紅旗的貨輪「新門號」抵港，旋載水泥1,000噸回航廣州。
- 11月23日，澳督柯維納到港訪問。
- 11月28日，西環萬昌貨倉失火，損失逾百萬港元。
- 12月4日，深水埗李鄭屋村大火，焚屋500餘間，災民2,419名。
- 12月5日，港督葛量洪赴新加坡出席英國遠東軍政會議。
- 12月12日，鑽石山上元嶺村195號A石屋，男子被同父異母兄長槍殺。
- 12月19日，新聞處表示，美國封鎖新中國經濟，影響香港極大，英方就此向美方交涉。

## 出生人物
- 1月18日：張之珏、舞台劇演員，監製兼電影導演。
- 3月21日，潘志文，香港演員。
- 3月30日，薛家燕，1960年代香港前兒童演員。
- 4月19日，元秋，香港武打演員。
- 5月13日、黎彼得，演員
- 5月29日：程介南、程介明兄弟，香港臨時立法會及香港前立法會議員。
- 6月14日，李麗麗，香港電視劇藝人及香港電影演員。
- 6月22日，羅叔清，1995年至1997年香港立法局議員及太平紳士。
- 7月4日：劉仕裕、香港前無綫電視劇集監製。
- 7月29日：唐基明，香港著名電影導演、監製。
- 8月23日，譚詠麟，香港男歌手。
- 8月26日，田北辰，香港立法會議員，荃灣區議會、田北俊兄弟。
- 8月30日、黃文慧；香港資深影視甘草演員，黃樹棠之兄。
- 9月2日，元華，2005年奪得香港電影金像獎及香港電影金紫荊獎。
- 9月9日，周松崗，香港鐵路有限公司行政總裁。
- 9月26日，李司棋，曾於1968年參選香港公主冠軍。
- 10月10日，蔡素玉，香港島區議會主席。
- 10月12日，盧冠廷，香港電影音樂作曲家、演員、歌手。
- 10月16日，徐少強，香港電影及電視劇演員兼武術執導。
- 11月17日，張婉婷，香港女性電影導演。
- 11月20日：張建宗，香港政府前勞工及福利局局長、政務司司長。
- 12月2日，李鳳英，香港立法會議員。
- 12月3日，陳百祥，香港電影演員。
- 本年：
  - 黃泰來，香港電影導演。

## 逝世人物
- 本年，黎北海，香港電影製片先驅。